# Mémorial national de la guerre d'Algérie et des combats du Maroc et de la Tunisie
Le Mémorial national de la guerre d'Algérie et des combats du Maroc et de la Tunisie est un monument aux morts érigé sur le quai Jacques-Chirac, dans le 7e arrondissement de Paris, face à la tour Eiffel, pour commémorer les conflits d'indépendance ayant eu lieu en Afrique française du Nord (AFN) de 1952 à 1962 : ceux localisés dans les départements français d'Algérie et départements français du Sahara, rétrospectivement appelés la guerre d'Algérie (1954-1962), et ceux situés dans le protectorat français du Maroc et protectorat français de Tunisie, nommés « combats de Tunisie et du Maroc » (1952-1956, puis 1961 pour la crise de Bizerte).
Il célèbre la mémoire des 23 000 soldats morts pour la France, français et harkis, ainsi que celle des victimes civiles.
Il a été inauguré le 5 décembre 2002 par le président de la République, Jacques Chirac, en présence de Michèle Alliot-Marie, ministre de la Défense, et Hamlaoui Mekachera, secrétaire d'État aux Anciens combattants. En 2003, c'est en mémoire de l'inauguration de ce monument que la date du 5 décembre a été choisie pour instituer la « journée nationale d'hommage aux morts pour la France pendant la guerre d'Algérie et les combats du Maroc et de la Tunisie »,.

## Description
Le mémorial est l'œuvre de Gérard Collin-Thiébaut. Il est constitué de trois afficheurs électroniques verticaux enchâssés dans trois colonnes de 5,85 mètres de haut, faisant défiler, respectivement dans chacune des trois couleurs du drapeau de la France, des informations relatives aux personnes et événements commémorés :
- Sur la première colonne défilent en continu les noms et prénoms des 23 000 soldats et harkis, morts pour la France en Afrique du Nord.
- Sur la deuxième colonne passent des messages rappelant la période de la guerre d’Algérie et le souvenir de tous ceux qui ont disparu après le cessez-le-feu.
Le 26 mars 2010, le président de la République et son gouvernement ont décidé d'inscrire sur cette colonne les noms des victimes civiles de la manifestation de la rue d'Isly, à Alger, le 26 mars 1962[3].
- Sur la troisième colonne, grâce à l'utilisation d'une borne interactive située au pied du monument, les visiteurs peuvent voir s'afficher le nom d'un soldat recherché parmi l'ensemble des noms de la liste.

Au sol est gravé : « À la mémoire des combattants morts pour la France lors de la guerre d'Algérie et des combats du Maroc et de la Tunisie, et à celle de tous les membres des forces supplétives, tués après le cessez-le-feu en Algérie, dont beaucoup n'ont pas été identifiés ».
Il y a également une plaque où figure l'inscription : « La Nation associe les personnes disparues et les populations civiles victimes de massacres ou d'exactions commis durant la guerre d'Algérie et après le 19 mars 1962 en violation des accords d'Évian, ainsi que les victimes civiles des combats du Maroc et de Tunisie, à l'hommage rendu aux combattants morts pour la France en Afrique du Nord ».